# Turniej o Łańcuch Herbowy Miasta Ostrowa Wielkopolskiego 2016
Turniej o Łańcuch Herbowy Miasta Ostrowa Wielkopolskiego 2016 – 64. edycja turnieju, który odbył się 3 września 2016 roku w Ostrowie Wielkopolskim. Turniej wygrał Bartosz Zmarzlik.

## Wyniki
- Ostrów Wielkopolski, 3 września 2016
- NCD: Tai Woffinden – 65,95 w wyścigu 3
- Sędzia: Grzegorz Sokołowski

| Msc. | Zawodnik            | Klub         | Pkt    |             |  |
| ---- | ------------------- | ------------ | ------ | ----------- |  |
| 1    | Bartosz Zmarzlik    | Gorzów Wlkp. | 13+3   | (3,2,3,3,2) |  |
| 2    | Jarosław Hampel     | Zielona Góra | 11+3+2 | (2,3,3,2,1) |  |
| 3    | Emil Sajfutdinow    | Leszno       | 11+1   | (0,2,3,3,3) |  |
| 4    | Artiom Łaguta       | Grudziądz    | 11+2+0 | (3,3,3,2,d) |  |
| 5    | Adrian Miedziński   | Toruń        | 10+1   | (3,1,1,2,3) |  |
| 6    | Tai Woffinden       | Wrocław      | 9+0    | (1,1,2,3,2) |  |
| 7    | Krystian Pieszczek  | Zielona Góra | 9      | (1,2,1,2,3) |  |
| 8    | Piotr Protasiewicz  | Zielona Góra | 8      | (2,3,d,d,3) |  |
| 9    | Przemysław Pawlicki | Gorzów Wlkp. | 7      | (2,0,0,3,2) |  |
| 10   | Matej Žagar         | Gorzów Wlkp. | 7      | (1,3,2,0,1) |  |
| 11   | Nicki Pedersen      | Leszno       | 7      | (1,1,2,1,2) |  |
| 12   | Mirosław Jabłoński  | Częstochowa  | 6      | (3,0,2,1,0) |  |
| 13   | Tomasz Gollob       | Grudziądz    | 5      | (2,0,1,1,1) |  |
| 14   | Łukasz Sówka        | Bydgoszcz    | 3      | (0,2,0,1,0) |  |
| 15   | Mateusz Szczepaniak | Bydgoszcz    | 3      | (0,1,1,0,1) |  |
| 16   | Troy Batchelor      | Rybnik       | 0      | (0,0,0,0,0) |  |
| 17   | Dienis Gizatullin   | Krosno       |        | (ns)        |  |

Bieg po biegu
1. [67,92] Jabłoński, Gollob, Žagar, Batchelor
2. [67,86] Miedziński, Pawlicki, Pedersen, Sajfutdinow
3. [65,97] Łaguta, Hampel, Woffinden, Sówka
4. [66,60] Zmarzlik, Protasiewicz, Pieszczek, Szczepaniak
5. [68,33] Hampel, Zmarzlik, Pedersen, Jabłoński
6. [67,82] Protasiewicz, Sajfutdinow, Woffinden, Batchelor
7. [67,16] Žagar, Sówka, Szczepaniak, Pawlicki
8. [66,61] Łaguta, Pieszczek, Miedziński, Gollob
9. [68,00] Sajfutdinow, Jabłoński, Pieszczek, Sówka
10. [67,43] Łaguta, Pedersen, Szczepaniak, Batchelor
11. [67,54] Hampel, Žagar, Miedziński, Protasiewicz
12. [67,09] Zmarzlik, Woffinden, Gollob, Pawlicki
13. [67,00] Pawlicki, Łaguta, Jabłoński, Protasiewicz
14. [67,42] Zmarzlik, Miedziński, Sówka, Batchelor
15. [66,66] Woffinden, Pieszczek, Pedersen, Žagar
16. [66,72] Sajfutdinow, Hampel, Gollob, Szczepaniak
17. [67,47] Miedziński, Woffinden, Szczepaniak, Jabłoński
18. [66,58] Pieszczek, Pawlicki, Hampel, Batchelor
19. [67,29] Sajfutdinow, Zmarzlik, Žagar, Łaguta
20. [67,22] Protasiewicz, Pedersen, Gollob, Sówka[1][2]

### Półfinał
1. [66,92] Hampel, Łaguta, Miedziński, Woffinden

### Finał
1. [67,33] Zmarzlik, Hampel, Sajfutdinow, Łaguta[3]